# Marco da Silva
Marco da Silva es un bailarín, actor y coreógrafo (nacido el 30 de mayo de 1977, en Bremen, Alemania), de ascendencia portuguesa. Adquirió éxito, popularidad y reconocimiento a nivel mundial por su participación en el Showgirl: The Greatest Hits Tour y el Showgirl: Homecoming Tour de la cantante australiana Kylie Minogue. También ha trabajado en The Femme Fatale Tour de Britney Spears.

## Biografía
Marco da Silva creció dentro de una familia musical, ya que su madre y su padre María da Silva y Luis da Silva eran conocidos cantantes del fado portugués.
Desde muy corta edad, Marco ya tenía claro que quería dedicarse al mundo del espectáculo. Su primer encuentro fue cuando se unió a un grupo folk portugués con el que ganaría numerosos premios por toda Europa; en este grupo estuvo siete años de su vida.
No mucho tiempo después, Marco comenzó a trabajar de gogó en discotecas. Consiguió mucho dinero y prestigio bailando y coreografiando los espectáculos de los mejores clubs de Alemania, Holanda y Bélgica. Su ambición por el éxito hizo que grabara una versión de "La Bamba" de Richie Valens, que llegaría al primer puesto en Rusia.
Marco está estética y artísticamente influido por el R&B norteamericano. Los estilos de baile que prefiere son el Hip-Hop, streetjazz y latino. Su cuerpo, tatuajes y actitud, recuerda a otros cantantes/bailarines objeto como Ginuwine o Sisqó. También ha trabajado como modelo y coreógrafo en campañas de Coca-Cola, y como actor en 'West Side Story' o 'Mamma Mia'. En 2011, se desempeñó como coreógrafo en la Academia de la octava edición del reality show musical Operación Triunfo en España.
Marco se ha desenvuelto como bailarín y/o coreógrafo de cantantes como Janet Jackson, Britney Spears, Madonna, Geri Halliwell, Mariah Carey, Tiziano Ferro, No Angels, Shakira, Gloria Estefan y Kylie Minogue.
En Alemania Marco ha formado parte del jurado del show de televisión "You Can Dance". En 2005 Marco da Silva fundó su propia agencia "Eight Counts Entertainment".

## Como modelo fotográfico
Marco ha posado como modelo para publicaciones como Gay Times, la revista Zero fotografiado por Joan Crisol, además la revista gay australiana DNA Magazine.

## Trabajos

### Tours
Algunos de sus tour más importantes son:
- 2005: Showgirl: The Greatest Hits Tour - Kylie Minogue
- 2007: Showgirl: Homecoming Tour - Kylie Minogue
- 2008: KYLIEX2008 - Kylie Minogue
- 2009: For You, for Me Tour - Kylie Minogue
- 2011: Femme Fatale Tour - Britney Spears

### Discografía
- 2000: La Bamba
- 2010: M (Álbum)

### Videografía
- 2000: La Bamba
- 2000: Thank God I Found You - Mariah Carey
- 2002: Something About Us - No Angels
- 2003: Feelgood Lies - No Angels
- 2005: Showgirl: The Greatest Hits Tour - Kylie Minogue (Tour-DVD)
- 2007: Showgirl: Homecoming Tour - Kylie Minogue (Tour-DVD)
- 2008: «All I See» - Kylie Minogue
- 2008: KYLIEX2008 - Kylie Minogue (Tour-DVD)
- 2011: Britney Spears Live: The Femme Fatale Tour - Britney Spears (Tour-DVD)